# پل سرخ
پل سرخ منطقه‌ای در افغانستان واقع در غرب شهر کابل است.